# 岡田武兵衛
岡田 武兵衛（おかだ ぶへえ、1876年（明治9年）11月25日 - 1952年（昭和27年））は、日本の政治家。
三重県三重郡楠村長、三重県三重郡楠町長などを歴任した。

## 概要
岡田武兵衛は三重県三重郡楠村出身である。1876年（明治9年）11月25日に先代岡田武嘉の末子として誕生したが長兄が早世したため家督を相続した。楠村は平成の大合併によって現在の三重県四日市市楠地区にあたる。楠村の村長と楠町の町長を務めた。

## 来歴
1914年（大正3年）に楠村の村会議員に就任した。1918年（大正7年）と1921年（大正10年）に楠村会議員に再選される。1922年（大正11年）3月より堤要蔵楠村長の後に、最後の楠村長（3代目）に就任した。楠町役場建設事業の資金調達をして、楠小学校の隣接地に敷地700坪を購入して、建設費6529円35銭を計上して、建設総額10742円35銭で1924年（大正13年）に完成させた。工業化や工場誘致によってもたらされる人口増加に対応するため、楠土地建物株式会社を創立して、諸設備の充実を図り、楠町（現在の四日市市楠地区）の工業化と商業化と近代化の基礎を形成した。
町づくりには、先祖代々の田畑を埋め立て工場を造成することに、農民たちの頑強な抵抗にあい、説得にはかなりの苦労があった。工場の誘致の成功によって、実質的に都市である町となった楠村に町制が施行されることになった。1940年（昭和15年）2月11日の紀元節に楠町制が施行されると、岡田村長は初代町長として、戦時中のアメリカ軍による楠町への空襲などの戦災に対処し、21年間の楠町長時代に町政をリードした。終戦後は占領軍（連合国軍最高司令官総司令部）による公職追放の対象者となり、1946年（昭和21年）3月に辞職した。

## 工業立村
楠町の工業化の開始は、酒製造業と蚕を購入して生糸を製造する繊維産業である。しかし世界大恐慌で1930年（昭和5年）に糸の値段が急下落して、生糸を作る工場は、倒産と失業で仕事を失った。岡田武兵衛ら楠村の政治家と実業家は、楠村の工業化のために楠村民が豊かな生活と暮らしができるように、生糸と毛織物を製造する紡績工場を誘致しようとした。付近の四日市港の整備と拡大発展する四日市市に隣接する事と、豊富な工業用水と、当時の伊勢電気鉄道（現在の近畿日本鉄道）の楠駅と北楠駅が設置されているなどの交通の便利である事と、広い工業用地に恵まれているなどの地理的好条件であった楠村は岡田村長を中心に工場を誘致して豊かな楠村を作り活気ある近代化と工業化をする「工業立村」と「商工立村」が村是として主張された。
1932年（昭和7年）中央毛糸紡績株式会社（後の東亜紡織楠工場、現在のトーア紡コーポレーション四日市工場）が建設されて、1933年（昭和8年）に東洋毛織（現在の東洋紡株式会社の東洋紡績楠工場）の2大紡績会社と地場産業である中小企業の三重製網と東亜酒精（後の宝酒造）のを楠村に誘致と操業する事に成功した。近代工場以外に、楠町の町道など道路の整備事業。吉崎海水浴場の開設。保養旅館の開設。劇場の開設。楠主婦会の結成。楠電信局の開通工事。楠町立病院の隔離病練の新築事業。楠小学校講堂の落成。五味塚橋の施工など都市化政策が行われた。楠の工業化は大規模紡績工場の誘致と完成と共に、楠の人口が急増して大正時代の人口3000人台から昭和15年度には総人口が倍増して人口が6000人台に達した。1946年（昭和21年）の楠町長職の退任時には人口が三重県内の工業生産額が四日市市の次いで2位となった。紡績工場の労働者が増加して伊藤平治郎による三重郡富洲原町の東洋紡績富田工場と初代平田佐次郎が創業した平田紡績による富洲原の軽工業化をモデルにしていた。

## （楠町）旧家の岡田家
岡田家は代々楠城主に仕えて、初代当主は「岡田治部衛門」と名乗り、文政12年の古文書では「庄屋岡田武兵衛」とあり、嘉永元年の古文書では「岡田仁兵治」と記述されている。慶應2年や明治3年の神社の札でも「庄屋岡田武紀知」と記述されている。江戸時代の楠地域の庄屋であった楠岡田家の土地と建物が、岡田家の子孫の岡田氏より寄贈されて『四日市市楠歴史民俗資料館』となった。江戸時代の中期に建築された建造250年の古い建物の整備事業と、修復工事をして、平成17年度から『四日市市楠歴史民俗資料館』として四日市市民に公開されている。主屋（岡田家の母屋・おもや）の部分、岡田家の立会所の部分、岡田家の蔵の部分は四日市市有形文化財（建造物）の指定を受けている。古い建物として危険なため撤去された、使用人専用の部屋と女子部屋（おなごしべや）・しもや（作業所）・養蚕の作業を行なう養蚕所と年貢米を蓄える米蔵があった。岡田家の米蔵の跡地に展示棟が新設された。新設された展示棟には 歴史的に貴重な建物、資料が展示されている。
江戸時代の古文書には庄屋の岡田武兵衛が　1829年（文政12年）に存在したと記載されており、江戸時代の文政期より楠地域の本郷村を統治していた。岡田家は庄屋として、桑名藩の郡奉行や桑名藩の代官の代行執行官として百姓の年貢米の取立てや不法浪人取締りなど、江戸時代の農民身分の組頭や村方役と、楠地域の村政について協議して楠地域を統治していた。楠岡田家は江戸時代の農民で、1889年（明治22年）に町村制が成立して、楠村が誕生して、大正時代には楠村の村長に岡田武兵衛が就任して、昭和時代には岡田武兵衛が初代町長を務めて、近世の江戸時代から近代の明治時代・大正時代・昭和時代にわたり、楠町制に携わった旧家が楠岡田家である。
岡田武兵衛は楠村の本郷地区出身で、岡田家は江戸時代から楠地区の庄屋をしており、岡田武兵衛は楠岡田家の岡田武兵衛16世であり、16代目の岡田家当主である。岡田家の建築物の建物は、四日市市指定有形文化財として博物館として保存されている。岡田武兵衛の胸像は1966年（昭和41年）に岡田武兵衛（元三重郡楠町長）の事蹟を偲び、楠町内の家庭や会社などの寄付金86万2380円によって作成された。日展審査員の片山義郎の作品であった。
岡田武兵衛の二男の岡田収は伊勢電気鉄道勤務・三重県庁勤務から鈴鹿高専や名古屋工業大学教授として教育界で活躍した。